# Марьяновка (Лиманский район)
Марья́новка (укр. Мар'янівка) — село, относится к Лиманскому району Одесской области Украины.
Население по переписи 2001 года составляло 116 человек. Почтовый индекс — 67531. Телефонный код — 4855. Занимает площадь 0,31 км². Код КОАТУУ — 5122782403.

## Местный совет
67531, Одесская обл., Лиманский р-н, с. Кордон, ул. Центральная, 34